# One Bloor (Gebäude)
Das Number One Bloor (auch als: One Bloor und One Bloor East bekannt) ist ein sich noch im Bau befindendes Hochhausgebäude, welches neben einem klassischen Wohnkomplex ein Fitnessstudio, Wellnesseinrichtungen und andere Einrichtungen umfassen soll. Es entsteht an der Yonge Street Ecke Bloor Street in Toronto, Kanada.

## Geschichte
Das Bauprojekt wurde ursprünglich im Jahre 2007 bekanntgegeben. Im Jahre 2009 wurde es aufgrund der hohen Baukosten in Frage gestellt und nicht in seiner damaligen Form umgesetzt. Anfangs sollte sich in dem Gebäude ein Hotel sowie Wohneinheit entstehen. Am 22. Juli 2009 verkaufte das Bauunternehmen Bazis International das Grundstück an das Unternehmen Great Gulf Homes.
Das Bauprojekt wurde während des Baus überarbeitet, wobei die Höhe auf 202 Metern gesenkt wurde. Man entschied letztlich, dass das neue Gebäude, das ausschließlich als Wohngebäude konzipiert ist, über 75 Etagen verfügen soll bei einer Höhe von 257 Metern. Das Gebäude wird von Great Gulf Homes gebaut.

## Architektur
Das Gebäude wird über eine Beton-Glas-Fassade und über Balkone verfügen. Es wird auf einem Mehrzweckgebäude stehen, in welchem sich mehrere Einrichtungen wie Cafès, Wellnessareale und kleinere Läden sowie Restaurants befinden werden. In der 6. und 7. Etage wird sich die Wellnesslandschaft befinden, mit einem Freiluft-Schwimmbecken, Liegelandschaft und Wiese auf dem Dach des Mehrzweckgebäudes.